# Pluralismus
Pluralismus (z latinského pluralis, množný, vícerý) je označení postojů, směrů a teorií, které zdůrazňují neredukovatelnou mnohost a rozmanitost. Zkušenost je příliš složitá, než aby se dala plně vystihnout jediným pohledem, jedinou teorií, odvodit z jediného základního principu, jak chce monismus. Ani hodnocení různých jevů a skutečností nemůže být často jednoznačné, nýbrž bude závislé na stanovisku hodnotícího, na jeho situaci a podobně. V případě, kdy ony neslučitelné principy jsou právě dva, se hovoří o dualismu, který lze pak takto vnímat jako speciální případ pluralismu.
Pluralismus tedy nezpochybňuje možnost pravdivého poznání a hodnocení jako agnosticismus nebo relativismus, upozorňuje pouze na to, že u složitějších témat může být takových poznání a hodnocení víc, aniž by proto některá z nich musela být nutně nesprávná.
Vůle jednoho člověka sama o sobě není závazným pravidlem pro vůli druhého.
Všichni chybují tím nebezpečněji, že každý sleduje jednu pravdu; jejich chyba není v tom, že by se řídili nepravdou, nýbrž že nedokáží sledovat i jinou pravdu.
Pojem pluralismu zavedl americký filosof William James a od té doby se rozšířil do mnoha oblastí.